# Helmuth James Graf von Moltke

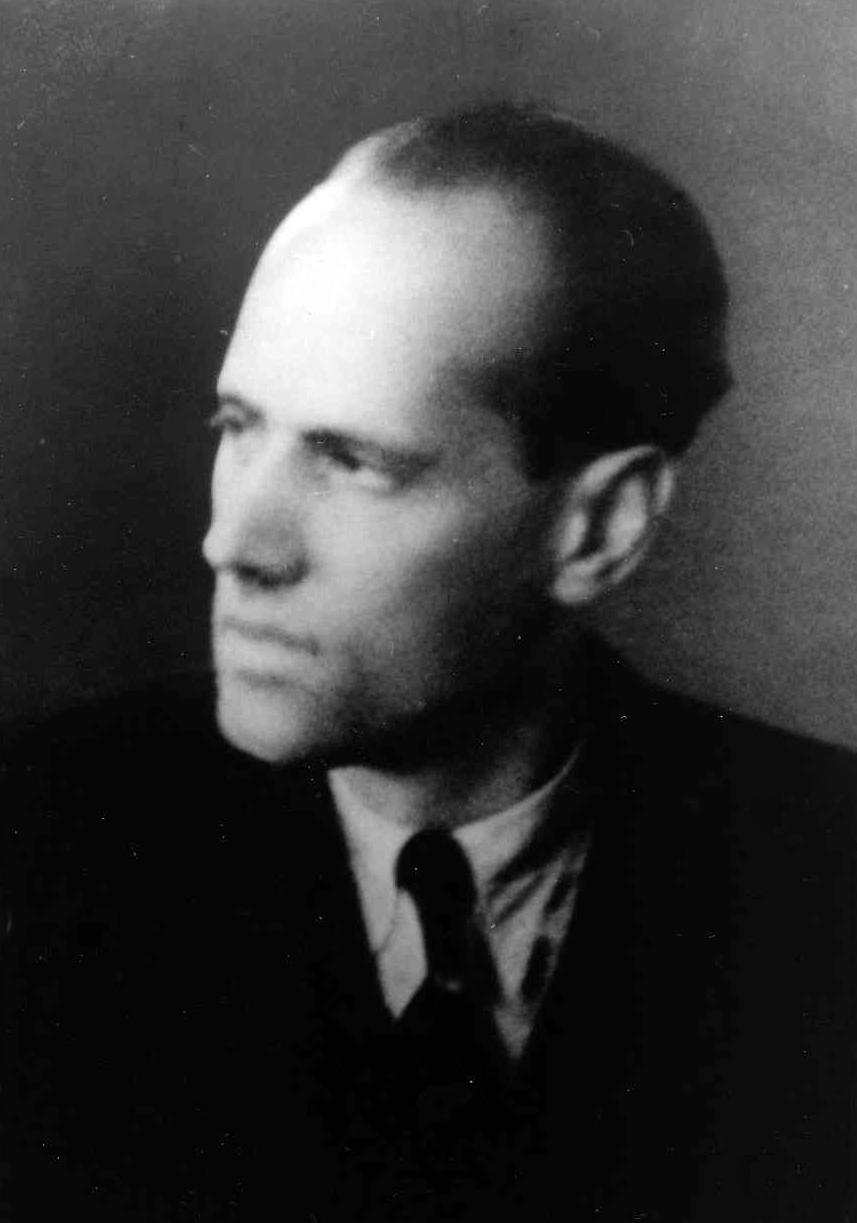
Helmuth James von Moltke przed nazistowskim trybunałem

Helmuth James Graf von Moltke (ur. 11 marca 1907 w Krzyżowej, zm. 23 stycznia 1945 w Berlinie) – niemiecki prawnik wojskowy, założyciel organizacji „Krąg z Krzyżowej”, nazwanej tak przez Gestapo.

## Życiorys
Pochodził z arystokratycznego rodu hrabiów von Moltke. Feldmarszałek Helmuth Karl Bernhard von Moltke był jego stryjecznym dziadkiem. Jednak dzięki matce wychowany został w duchu pacyfizmu, sprzeciwiał się nazizmowi. Jego matka Dorothy Rose Innes była córką sędziego Sądu Najwyższego Unii Południowej Afryki.
Moltke studiował w latach 1927–1929 prawo i politologię we Wrocławiu, Wiedniu i Berlinie. W 1928 uczestniczył w organizowaniu „Wspólnot Roboczych Löwenberg” w których studenci kontaktowali się z bezrobotnymi i bezrolnymi chłopami, by pouczyć ich o prawach i obowiązkach obywatelskich. W Krzyżowej Moltke oddał bezpłatnie część gruntów na tworzenie nowych gospodarstw, co przysporzyło mu niechęci sąsiednich posiadaczy ziemskich.
W czasie swej praktyki, będąc wojskowym doradcą prawnym, pomagał jeńcom wojennym i ofiarom nazizmu. Jako adwokat wyspecjalizowany w prawie międzynarodowym pomagał zmuszonym do emigracji Żydom. W roku 1934 zdał egzamin asesorski, ale zrezygnował z ubiegania się o stanowisko sędziowskie, co wiązałoby się z przynależnością do NSDAP. Odrzucił także możliwość emigracji do Wielkiej Brytanii, mimo uzyskania uprawnień adwokackich w Londynie i Oksfordzie.
Po wybuchu II wojny światowej został zatrudniony w kontrwywiadzie kierowanym przez admirała Wilhelma Canarisa. Miał się tam zajmować analizą prasy zagranicznej. Liczne podróże służbowe po Europie wykorzystywał do prób kontaktu z zachodnimi aliantami. Próby te nie powiodły się z powodu braku zaufania do antynazistowskiej opozycji z ich strony.
Założyciel „Kręgu z Krzyżowej”, jednej z najważniejszych grup opozycyjnych w nazistowskich Niemczech. Podczas tajnych spotkań w Berlinie i w majątku rodziny von Moltke w Krzyżowej, grupa spiskowców wypracowywała plany porządku powojennego, po upadku dyktatury hitlerowskiej. Zakładano m.in. ukaranie winnych zbrodni wojennych oraz stworzenie europejskiej federacji państw, przy udziale Polski, USA i Rosji. Sam Moltke był przeciwny zamachowi na Hitlera, by nie rozpoczynać nowego rozdziału w historii od morderstwa. Inni członkowie grupy, w tym Peter Yorck von Wartenburg uczestniczyli jednak w przygotowaniach do zamachu z 20 lipca 1944 r.
W styczniu 1944 został zaaresztowany przez Gestapo i stanął wraz z innymi członkami Kręgu z Krzyżowej przed tzw. trybunałem ludowym pod przewodnictwem sędziego Rolanda Freislera. 11 stycznia 1945 został skazany na śmierć i 23 stycznia powieszony w więzieniu Plötzensee. Ponieważ brakowało dowodów na jego udział w spisku Kręgu z Krzyżowej, skazano go za sam zamiar stworzenia po upadku Hitlera nowych demokratycznych Niemiec. Jego żona, Freya von Moltke (1911–2010), również członkini organizacji „Krąg z Krzyżowej”, wraz z synami ocalała.